# Campeonato Panamericano Junior de Hockey sobre Césped Femenino de 2012
El VII Campeonato Panamericano Junior de Hockey sobre Césped Femenino de 2012 se celebró en Guadalajara, México el 10 y el 23 de septiembre de 2012. El evento fue organizado por la Federación Panamericana de Hockey (PAHF) y la Federación mexicana de Hockey sobre Césped y se realizó simultáneamente con el torneo masculino.
El campeón y el subcampeón se clasificaron a la 10.ª Copa Mundial Junior de la FIH 2013.
Participaron en el evento 11 selecciones nacionales de América afiliadas a la PAHF. El defensor del título anterior fue Estados Unidos que le ganó en la final a Chile.

## Grupos
| Grupo A   | Grupo B           |
| --------- | ----------------- |
| Argentina | Chile             |
| Brasil    | Jamaica           |
| Canadá    | Paraguay          |
| México    | Trinidad y Tobago |
| Uruguay   | Estados Unidos    |
| Venezuela |                   |

## Primera fase
Los mejores dos de cada grupo disputaron las semifinales.

### Grupo A
| Equipo    | J | G | E | P | GF | GC | DG  | PTS |
| --------- | - | - | - | - | -- | -- | --- | --- |
| Argentina | 4 | 4 | 0 | 0 | 28 | 1  | 27  | 12  |
| Canadá    | 4 | 2 | 1 | 1 | 14 | 8  | 6   | 7   |
| Uruguay   | 4 | 2 | 1 | 1 | 12 | 6  | 6   | 7   |
| México    | 4 | 1 | 0 | 3 | 3  | 16 | -13 | 3   |
| Brasil    | 4 | 0 | 0 | 4 | 0  | 26 | -26 | 0   |

Resultados
| Fecha | Hora¹ | Partido   | Partido | Partido   | Resultado |
| ----- | ----- | --------- | ------- | --------- | --------- |
| 10.09 | 10:45 | Canadá    | -       | Brasil    | 7-0       |
| 10.09 | 12:30 | México    | -       | Uruguay   | 0-3       |
| 11.09 | 10:45 | Argentina | -       | Brasil    | 10-0      |
| 11.09 | 17:45 | Canadá    | -       | Uruguay   | 2-2       |
| 12.09 | 17:45 | México    | -       | Argentina | 0-8       |
| 13.09 | 12:30 | Uruguay   | -       | Brasil    | 6-0       |
| 14.09 | 17:45 | Argentina | -       | Canadá    | 6-0       |
| 14.09 | 19:30 | México    | -       | Brasil    | 3-0       |
| 16.09 | 12:30 | Argentina | -       | Uruguay   | 4-1       |
| 16.09 | 16:00 | México    | -       | Canadá    | 0-5       |

### Grupo B
| Equipo            | J | G | E | P | GF | GC | DG  | PTS |
| ----------------- | - | - | - | - | -- | -- | --- | --- |
| Chile             | 5 | 5 | 0 | 0 | 39 | 3  | 36  | 15  |
| Estados Unidos    | 5 | 4 | 0 | 1 | 35 | 3  | 32  | 12  |
| Venezuela         | 5 | 3 | 0 | 2 | 10 | 23 | -13 | 9   |
| Trinidad y Tobago | 5 | 1 | 0 | 4 | 10 | 23 | -13 | 3   |
| Paraguay          | 5 | 1 | 0 | 4 | 5  | 24 | -19 | 3   |
| Jamaica           | 5 | 1 | 0 | 4 | 2  | 25 | -23 | 3   |

Resultados
| Fecha | Hora¹ | Partido           | Partido | Partido           | Resultado |
| ----- | ----- | ----------------- | ------- | ----------------- | --------- |
| 10.09 | 16:00 | Estados Unidos    | -       | Venezuela         | 9-0       |
| 10.09 | 17:45 | Chile             | -       | Paraguay          | 9-0       |
| 11.09 | 09:00 | Trinidad y Tobago | -       | Jamaica           | 3-0       |
| 11.09 | 19:30 | Estados Unidos    | -       | Paraguay          | 8-0       |
| 12.09 | 09:00 | Chile             | -       | Jamaica           | 10-0      |
| 12.09 | 10:45 | Venezuela         | -       | Trinidad y Tobago | 3-2       |
| 13.09 | 14:15 | Venezuela         | -       | Chile             | 1-11      |
| 14.09 | 09:00 | Jamaica           | -       | Paraguay          | 2-0       |
| 14.09 | 10:45 | Trinidad y Tobago | -       | Estados Unidos    | 1-9       |
| 15.09 | 09:00 | Jamaica           | -       | Venezuela         | 0-4       |
| 15.09 | 10:45 | Chile             | -       | Estados Unidos    | 2-1       |
| 16.09 | 10:45 | Paraguay          | -       | Trinidad y Tobago | 4-3       |
| 17.09 | 10:45 | Estados Unidos    | -       | Jamaica           | 8-0       |
| 17.09 | 12:30 | Paraguay          | -       | Venezuela         | 1-2       |
| 17.09 | 14:15 | Chile             | -       | Trinidad y Tobago | 7-1       |

## Puesto 9 al 11
| Fecha | Hora¹ | Partido | Partido | Partido  | Resultado     |
| ----- | ----- | ------- | ------- | -------- | ------------- |
| 18.09 | 12:45 | Brasil  | -       | Paraguay | 0-1 (0-0 AET) |
| 20.09 | 10:45 | Jamaica | -       | Brasil   | 2-1           |

## Puesto 5 al 8
| Fecha | Hora¹ | Partido | Partido | Partido           | Resultado |
| ----- | ----- | ------- | ------- | ----------------- | --------- |
| 18.09 | 12:45 | México  | -       | Venezuela         | 2-3       |
| 19.09 | 10:45 | Uruguay | -       | Trinidad y Tobago | 5-1       |

## Puesto 9
| Fecha | Hora¹ | Partido  | Partido | Partido | Resultado |
| ----- | ----- | -------- | ------- | ------- | --------- |
| 21.09 | 10:45 | Paraguay | -       | Jamaica | 3-0       |

## Puesto 7
| Fecha | Hora¹ | Partido | Partido | Partido           | Resultado |
| ----- | ----- | ------- | ------- | ----------------- | --------- |
| 21.09 | 12:45 | México  | -       | Trinidad y Tobago | 2-0       |

## Puesto 5
| Fecha | Hora¹ | Partido   | Partido | Partido | Resultado |
| ----- | ----- | --------- | ------- | ------- | --------- |
| 21.09 | 18:15 | Venezuela | -       | Uruguay | 0-9       |

## Semifinales
| Fecha | Hora¹ | Partido   | Partido | Partido        | Resultado |
| ----- | ----- | --------- | ------- | -------------- | --------- |
| 19.09 | 12:45 | Canadá    | -       | Chile          | 3-1       |
| 19.09 | 20:00 | Argentina | -       | Estados Unidos | 6-0       |

## Puesto 3
| Fecha | Hora¹ | Partido | Partido | Partido        | Resultado |
| ----- | ----- | ------- | ------- | -------------- | --------- |
| 22.09 | 17:00 | Chile   | -       | Estados Unidos | 1-2       |

## Final
| Fecha | Hora¹ | Partido   | Partido | Partido | Resultado |
| ----- | ----- | --------- | ------- | ------- | --------- |
| 22.09 | 19:00 | Argentina | -       | Canadá  | 2-1       |

## Posiciones finales
| Pos | Equipo            |
| --- | ----------------- |
|     | Argentina         |
|     | Canadá            |
|     | Estados Unidos    |
| 4.  | Chile             |
| 5.  | Uruguay           |
| 6.  | Venezuela         |
| 7.  | México            |
| 8.  | Trinidad y Tobago |
| 9.  | Paraguay          |
| 10. | Jamaica           |
| 11. | Brasil            |

## Premios
| Campeonas Del Campeonato Panamericano Junior de 2012 |
| ---------------------------------------------------- |
| Argentina Séptimo título                             |

| Mejor jugadora  | Mejor arquera         | Goleadoras    | Fair play |
| --------------- | --------------------- | ------------- | --------- |
| Florencia Habif | Sofia Belin Monserrat | Manuela Urroz | Jamaica   |

- Datos: Q5744366